# EDtv
EDtv är en amerikansk komedifilm från 1999 i regi av Ron Howard, som även producerat filmen tillsammans med bland andra Brian Grazer.

## Rollista i urval
| Matthew McConaughey | – Ed Pekurny      |
| Jenna Elfman        | – Shari           |
| Woody Harrelson     | – Ray Pekurny     |
| Sally Kirkland      | – Jeanette        |
| Martin Landau       | – Al              |
| Ellen DeGeneres     | – Cynthia Topping |
| Rob Reiner          | – Whitaker        |
| Dennis Hopper       | – Hank            |
| Elizabeth Hurley    | – Jill            |
| Adam Goldberg       | – John            |
| Don Most            | – Benson          |
| Bill Maher          | – sig själv       |

## Om filmen
Filmens manus är baserat på den kanadensiska filmen Louis - TV-kungen från 1994.
Filmen överskuggades tematiskt av Truman Show och var ett kommersiellt misslyckande.